# Circunscripción electoral de Ávila

Circunscripción de Ávila
Cortes Generales* Congreso: 3 diputados (de 350)
- Senado: 4 senadores (de 266)Cortes de Castilla y León* 7 procuradores (de 81)

Ávila es una de las 52 circunscripciones electorales utilizadas como distritos electorales desde 1977 para la Cámara Baja de las Cortes Generales de España, el Congreso de los Diputados, y una de las 59 de la Cámara Alta, el Senado. Es además una de las nueve circunscripciones electorales de Castilla y León para las Cortes de Castilla y León.

## Ámbito y sistema electoral
En virtud de los artículos 68.2 y 69.2 de la Constitución Española de 1978 los límites de la circunscripción deben ser los mismos que los de la provincia de Ávila, y en virtud del artículo 140, su ámbito solo puede modificarse con la aprobación del Congreso. El voto es sobre la base de sufragio universal secreto. En virtud del artículo 12 de la constitución, la edad mínima para votar es de 18 años.
En el caso del Congreso de los Diputados, el sistema electoral utilizado es a través de una lista cerrada con representación proporcional y con escaños asignados usando el método D'Hondt. Solo las listas electorales con el 3 % o más de todos los votos válidos emitidos, incluidos los votos «en blanco», es decir, para «ninguna de las anteriores», se pueden considerar para la asignación de escaños. En el caso del Senado, el sistema electoral sigue el escrutinio mayoritario plurinominal. Se eligen cuatro senadores y los partidos pueden presentar un máximo de tres candidatos. Cada elector puede escoger hasta tres senadores, pertenezcan o no a la misma lista. Los cuatro candidatos más votados son elegidos.

## Cortes de Castilla y León

### Procuradores obtenidos por partido (1983-2022)
|                        | Partido Popular de Castilla y León    | PPCyL    | 3a | 2a | 3 | 5 | 5 | 5 | 5 | 5 | 4 | 3 | 3 |
|                        | Partido Socialista de Castilla y León | PSOE CyL | 2  | 2  | 2 | 2 | 2 | 2 | 2 | 2 | 2 | 2 | 2 |
|                        | Por Ávila                             | XAV      |    |    |   |   |   |   |   |   |   | 1 | 1 |
|                        | Ciudadanos-Partido de la Ciudadanía   | CS       |    |    |   |   |   |   |   |   | 1 | 1 | 0 |
|                        | Vox                                   | VOX      |    |    |   |   |   |   |   |   | 0 | 0 | 1 |
| Partidos desaparecidos |                                       |          |    |    |   |   |   |   |   |   |   |   |   |
|                        | Centro Democrático y Social           | CDS      | 2  | 3  | 2 |   | 0 | 0 |   |   |   |   |   |
| Total                  | Total                                 | Total    | 7  | 7  | 7 | 7 | 7 | 7 | 7 | 7 | 7 | 7 | 7 |

a Los resultados corresponden a los de Coalición Popular: Alianza Popular-Partido Demócrata Popular-Unión Liberal (AP-PDP-UL).

### Procuradores electos
Relación tabulada de los procuradores electos de la circunscripción electoral de Ávila en las Cortes de Castilla y León.
| Elecciones                                                             | Nombre (partido) |
| ---------------------------------------------------------------------- | --- |
| I Legislatura (Elecciones autonómicas del 3 de abril8 de mayo de 1983) | - Vicente Bosque Hita (AP-PDP-UL) - Juan Antonio Lorenzo Martín (PSOE) - Daniel de Fernando Alonso (CDS) - Francisco Senovilla Callejo (AP-PDP-UL) - Gregorio García Antonio (PSOE) - Ricardo Saborit Martínez (AP-PDP-UL) - José Manuel Hernández Hernández (CDS)   |
| II Legislatura (Elecciones autonómicas del 10 de junio de 1987)        | - Daniel de Fernando Alonso (CDS) - Vicente Bosque Hita (FAP) - Juan Antonio Lorenzo Martín (PSOE) - José María Monforte Carrasco (CDS) - Félix San Segundo Nieto (FAP) - Pedro García Burguillo (CDS) - Santiago Crespo González (PSOE)                             |
| III Legislatura (Elecciones autonómicas del 26 de mayo de 1991)        | - Santiago Crespo González (PSOE) - José Manuel Fernández Santiago (PP) - Daniel de Fernando Alonso (CDS) - Sebastián González Vázquez (PP) - Juan Antonio Lorenzo Martín (PSOE) - José María Monforte Carrasco (CDS) - Félix San Segundo Nieto (PP)                 |
| IV Legislatura (Elecciones autonómicas del 28 de mayo de 1995)         | - Fructuoso Corona Blanco (PP) - José Manuel Fernández Santiago (PP) - Mario Galán Sáez (PP) - Florentino García Calvo (PSOE) - Daniel Mesón Salvador (PSOE) - Gregorio Rodríguez de la Fuente (PP) - Pilar San Segundo Sánchez (PP)                                 |
| V Legislatura (Elecciones autonómicas del 13 de junio de 1999)         | - José Manuel Fernández Santiago (PP) - Ana Granado Sánchez (PSOE) - José Manuel Hernández Hernández (PSOE) - Jesús Roberto Jiménez García (PP) - Gregorio Rodríguez de la Fuente (PP) - María Dolores Ruiz-Ayúcar Zurdo (PP) - María Pilar San Segundo Sánchez (PP) |
| VI Legislatura (Elecciones autonómicas del 25 de mayo de 2003)         | - José Manuel Fernández Santiago (PP) - Jesús Roberto Jiménez García (PP) - Mercedes Martín Juárez (PSOE) - Augusto César Martín Montero (PSOE) - Gregorio Rodríguez de la Fuente (PP) - María Dolores Ruiz-Ayúcar Zurdo (PP) - María Pilar San Segundo Sánchez (PP) |
| VII Legislatura (Elecciones autonómicas del 27 de mayo de 2007)        | - José Manuel Fernández Santiago (PP) - Vidal Galicia Jaramillo (PP) - Alicia García Rodríguez (PP) - Jesús Roberto Jiménez García (PP) - Fernando María Rodero García (PSOE) - María Dolores Ruiz-Ayúcar Zurdo (PP) - Inmaculada Yolanda Vázquez Sánchez (PSOE)     |
| VIII Legislatura (Elecciones autonómicas del 22 de mayo de 2011)       | - José Manuel Fernández Santiago (PP) - Vidal Galicia Jaramillo (PP) - Alicia García Rodríguez (PP) - María Mercedes Martín Juárez (PSOE) - María Victoria Moreno Saugar (PP) - Fernando María Rodero García (PSOE) - Rubén Rodríguez Lucas (PP)                     |
| IX Legislatura (Elecciones autonómicas del 24 de mayo de 2015)         | - José Manuel Fernández Santiago (PP) - Vidal Galicia Jaramillo (PP) - Alicia García Rodríguez (PP) - María Mercedes Martín Juárez (PSOE) - Juan Carlos Montero Muñoz (PSOE) - María Victoria Moreno Saugar (PP) - María Belén Rosado Diago (Cs)                     |

## Congreso de los Diputados

### Escaños obtenidos por partido (1977-2023)
| Candidatura            | Candidatura                 | 1977 | 1979 | 1982 | 1986 | 1989 | 1993 | 1996 | 2000 | 2004 | 2008 | 2011 | 2015 | 2016 | 2019 (I) | 2019 (II) | 2023 |
| ---------------------- | --------------------------- | ---- | ---- | ---- | ---- | ---- | ---- | ---- | ---- | ---- | ---- | ---- | ---- | ---- | -------- | --------- | ---- |
|                        | Partido Popular             |      |      | 1a   | 1b   | 1    | 2    | 2    | 2    | 2    | 2    | 2    | 2    | 2    | 1        | 1         | 2    |
|                        | PSOE                        | 0    | 0    | 1    | 1    | 1    | 1    | 1    | 1    | 1    | 1    | 1    | 1    | 1    | 1        | 1         | 1    |
|                        | Vox                         |      |      |      |      |      |      |      |      |      |      |      | 0    | 0    | 0        | 1         | 0    |
|                        | Ciudadanos                  |      |      |      |      |      |      |      |      |      |      |      | 0    | 0    | 1        | 0         |      |
| Partidos desaparecidos |                             |      |      |      |      |      |      |      |      |      |      |      |      |      |          |           |      |
|                        | Unión de Centro Democrático | 3    | 3    |      |      |      |      |      |      |      |      |      |      |      |          |           |      |
|                        | Centro Democrático y Social | 0    | 0    | 1    | 1    | 1    |      |      |      |      |      |      |      |      |          |           |      |
| Total                  | Total                       | 3    | 3    | 3    | 3    | 3    | 3    | 3    | 3    | 3    | 3    | 3    | 3    | 3    | 3        | 3         | 3    |

a Los resultados corresponden a los de la coalición entre Alianza Popular y el Partido Demócrata Popular.

b Los resultados corresponden a los de Coalición Popular.

c Los resultados corresponden a los de Unidos Podemos (2016) y Unidas Podemos (2019, I y II), respectivamente.

### Diputados electos
Relación tabulada de los diputados electos de la circunscripción electoral de Ávila en las elecciones al Congreso de los Diputados.
| Elecciones                                       | Nombre (partido)                                                                                                  |
| ------------------------------------------------ | --- |
| Elecciones generales del 22 de junio de 1986     | - Agustín Rodríguez Sahagún (CDS) - José María Aznar López (CP) - Jerónimo Nieto González (PSOE)                  |
| Elecciones generales del 29 de octubre de 1989   | - Feliciano Blázquez Sánchez (PP) - José Alfredo Ferrer Gutiérrez (CDS) - Jerónimo Nieto González (PSOE)          |
| Elecciones generales del 6 de junio de 1993      | - Feliciano Blázquez Sánchez (PP) - Agustín Díaz de Mera y García Consuegra (PP) - Jerónimo Nieto González (PSOE) |
| Elecciones generales del 3 de marzo de 1996      | - Ángel Jesús Acebes Paniagua (PP) - Feliciano Blázquez Sánchez (PP) - Jerónimo Nieto González (PSOE)             |
| Elecciones generales del 12 de marzo de 2000     | - Ángel Jesús Acebes Paniagua (PP) - Feliciano Blázquez Sánchez (PP) - Jerónimo Nieto González (PSOE)             |
| Elecciones generales del 14 de marzo de 2004     | - Ángel Jesús Acebes Paniagua (PP) - Feliciano Blázquez Sánchez (PP) - Pedro José Muñoz González (PSOE)           |
| Elecciones generales del 9 de marzo de 2008      | - Ángel Jesús Acebes Paniagua (PP) - Sebastián González Vázquez (PP) - Pedro José Muñoz González (PSOE)           |
| Elecciones generales del 20 de noviembre de 2011 | - Sebastián González Vázquez (PP) - Pablo Casado Blanco (PP) - Pedro José Muñoz González (PSOE)                   |
| Elecciones generales del 20 de diciembre de 2015 | - Pablo Casado Blanco (PP) - José Ramón García Hernández (PP) - Pedro José Muñoz González (PSOE)                  |
| Elecciones generales del 28 de abril de 2019     | - Alicia García Rodríguez (PP) - María Margarita Robles Fernández (PSOE) - Manuel Hernández Muñoz (Cs)            |
| Elecciones generales del 10 de noviembre de 2019 | - Alicia García Rodríguez (PP) - María Margarita Robles Fernández (PSOE) - Georgina Trías Gil (VOX)               |
| Elecciones generales del 23 de julio de 2023     | - Héctor Palencia Rubio (PP) - Patricia Rodríguez Calleja (PP) - Manuel Arribas Maroto (PSOE)                     |

## Senado

### Senadores obtenidos por partido (1977-2023)
| Candidatura            | Candidatura     | 1977 | 1979 | 1982 | 1986 | 1989 | 1993 | 1996 | 2000 | 2004 | 2008 | 2011 | 2015 | 2016 | 2019 (I) | 2019 (II) | 2023 |
| ---------------------- | --------------- | ---- | ---- | ---- | ---- | ---- | ---- | ---- | ---- | ---- | ---- | ---- | ---- | ---- | -------- | --------- | ---- |
|                        | Partido Popular | 0*   | 0    | 2*   | 2*   | 2    | 3    | 3    | 3    | 3    | 3    | 3    | 3    | 3    | 3        | 3         | 3    |
|                        | PSOE            | 1    | 0    | 2    | 0    | 0    | 1    | 1    | 1    | 1    | 1    | 1    | 1    | 1    | 1        | 1         | 1    |
|                        | Independiente   |      | 1    |      |      |      |      |      |      |      |      |      |      |      |          |           |      |
| Partidos desaparecidos |                 |      |      |      |      |      |      |      |      |      |      |      |      |      |          |           |      |
|                        | UCD             | 3    | 3    | 0    |      |      |      |      |      |      |      |      |      |      |          |           |      |
|                        | CDS             |      |      | 0    | 3    | 2    | 0    | 0    | 0    | 0    | 0    |      |      |      |          |           |      |
| Total                  | Total           | 4    | 4    | 4    | 4    | 4    | 4    | 4    | 4    | 4    | 4    | 4    | 4    | 4    | 4        | 4         | 4    |

- En las Elecciones generales de 1977, el Partido Popular se presentó como Alianza Popular (AP).
- En las Elecciones generales de 1982, el Partido Popular se presentó como Alianza Popular-Partido Demócrata Popular (AP-PDP).
- En las Elecciones generales de 1986, el Partido Popular se presentó como Coalición Popular (CP).

### Senadores electos
Relación tabulada de los senadores electos de la circunscripción electoral de Ávila en las elecciones al Senado.
| Elecciones                                       | Nombre (partido) |
| ------------------------------------------------ | --- |
| Elecciones generales del 22 de junio de 1986     | - Alberto Manuel Dorrego González (CDS) - Celso Rodríguez Legido (CDS) - Tirso Tomás González (CDS) - Feliciano Blázquez Sánchez (CP)                   |
| Elecciones generales del 29 de octubre de 1989   | - Ángel Jesús Acebes Paniagua (PP) - Jesús Terciado Serna (PP) - Alberto Manuel Dorrego González (CDS) - Fernándo Alcón Sáez (CDS)                      |
| Elecciones generales del 6 de junio de 1993      | - Ángel Jesús Acebes Paniagua (PP) - José María García Tiemblo (PP) - Félix San Segundo Nieto (PP) - Narciso Serrano Álvarez-Giraldo (PSOE)             |
| Elecciones generales del 3 de marzo de 1996      | - Agustín Díaz de Mera y García Consuegra (PP) - Diego Lora Pagola (PP) - Antolín Sanz Pérez (PP) - Narciso Serrano Álvarez-Giraldo (PSOE)              |
| Elecciones generales del 12 de marzo de 2000     | - Agustín Díaz de Mera y García Consuegra (PP) - Teresa García Avilés (PP) - Antolín Sanz Pérez (PP) - Jesús de la Fuente Samprón (PSOE)                |
| Elecciones generales del 14 de marzo de 2004     | - María del Carmen de Aragón Amunarriz (PP) - Alberto Pindado González (PP) - Antolín Sanz Pérez (PP) - José María Burgos García (PSOE)                 |
| Elecciones generales del 9 de marzo de 2008      | - María del Carmen de Aragón Amunarriz (PP) - Ignacio Burgos Pérez (PP) - Antolín Sanz Pérez (PP) - José María Burgos García (PSOE)                     |
| Elecciones generales del 20 de noviembre de 2011 | - Antolín Sanz Pérez (PP) - María del Carmen de Aragón Amunarriz (PP) - María de los Ángeles Ortega Rodríguez (PP) - José María Burgos García (PSOE)    |
| Elecciones generales del 20 de diciembre de 2015 | - Miguel Ángel García Nieto (PP) - Sebastián González Vázquez (PP) - María del Carmen de Arágon Amunarriz (PP) - María del Carmen Iglesias Parra (PSOE) |
| Elecciones generales del 28 de abril de 2019     | - Juan Pablo Martín Martín (PP) - Patricia Rodríguez Calleja (PP) - Sebastián González Vázquez (PP) - Jesús Caro Adanero (PSOE)                         |
| Elecciones generales del 10 de noviembre de 2019 | - Juan Pablo Martín Martín (PP) - Sebastián González Vázquez (PP) - Patricia Rodríguez Calleja (PP) - Jesús Caro Adanero (PSOE)                         |